# 21 juni
21 juni is de 172ste dag van het jaar (173ste dag in een schrikkeljaar) in de gregoriaanse kalender. Hierna volgen nog 193 dagen tot het einde van het jaar.
Het is de langste dag van het jaar op het noordelijk halfrond, de kortste op het zuidelijk halfrond. 21 juni is niet noodzakelijkerwijs ook de dag met de vroegste zonsopkomst of laatste zonsondergang, maar het verschil tussen beide momenten is het grootst.

## Gebeurtenissen
- Algemeen
  - 1775 - Karel van Nassau-Usingen wordt opgevolgd door zijn zoon Karel Willem.
  - 1955 - Het eerste Nijntjeboekje komt uit.
  - 1973 - In Hoofddorp wordt een bronzen beeld van Dik Trom onthuld.
  - 1990 - In Iran laten 35.000 mensen het leven bij een aardbeving met een kracht van 7,7 op de schaal van Richter. De beving treft onder meer de gebieden Gilan en Zanjan. Een half miljoen mensen raakt dakloos en er vallen meer dan 100.000 gewonden.
  - 2004 - De voormalige Saoedische politieagent Saleh Mohammed al-Oufi is de opvolger van de geliquideerde al Qaida leider Abdulaziz al-Muqrin, zo wordt gemeld door de Arabische krant Al-Asharq al-Awsat.
  - 2023 - Bij een ontploffing in een monumentaal pand van de American Academy aan de rue Saint-Jacques in Parijs vallen tientallen gewonden, van wie een deel zwaargewond raakt. Vermoed wordt dat het gaat om een gasexplosie.[1]
- Criminaliteit en veiligheid
  - 1989 - Rechter Giovanni Falcone, de belangrijkste bestrijder van de maffia en een van de best beschermde personen in Italië, ontsnapt ternauwernood aan een bomaanslag op zijn vakantiewoning op Sicilië.
  - 1991 - De plaatsvervanger van de Colombiaanse cocaïnehandelaar Pablo Escobar, zijn broer Roberto Escobar, meldt zich ook in de Envigado-gevangenis die voor de leden van het Medellin-drugskartel is gereserveerd.
  - 2004 - Voor het eerst in de Nederlandse geschiedenis worden moslimextremisten veroordeeld voor terreur. Het Haagse hof heeft twee mannen veroordeeld tot 4 en 6 jaar gevangenisstraf voor betrokkenheid bij een voorgenomen aanslag op de Amerikaanse ambassade te Parijs. Eerder waren ze vrijgesproken door de rechtbank, omdat het bewijs steunde op informatie van de AIVD.
  - 2004 - Marc Dutroux hoort door Officier van Justitie Bourlet levenslang eisen in België, en ter beschikking stelling van de regering voor een periode van tien jaar voor psychiatrische behandeling. Dutrouxs vrouw Michelle Martin hoort een eis van 30-35 jaar, en Michel Lelièvre 30 jaar.
- Media
  - 1979 - Sony lanceert de eerste Walkman.
  - 1999 - Twee gratis kranten, Metro en Sp!ts, verschijnen voor het eerst in Nederland.
  - 2006 - Na 24 jaar te zijn verschenen als Aktueel gaat het weekblad door het leven als Aktueel Sportief en verdwijnt de erotische content vrijwel.
- Oorlog
  - 533 - Vandaalse Oorlog: Keizer Justinianus I stuurt een Byzantijns expeditieleger onder bevel van Belisarius naar Noord-Afrika.
  - 1813 - Slag bij Vitória in Spanje. Arthur Wellesley overwint het Franse leger in Spanje.
  - 1919 - In Scapa Flow wordt de Hochseeflotte tot zinken gebracht. Hierbij vallen de laatste slachtoffers van de Eerste Wereldoorlog.
- Politiek
  - 1788 - New Hampshire ratificeert de grondwet van de Verenigde Staten en treedt toe tot de Unie als negende staat.[2]
  - 1814 - Ondertekening van de Acht Artikelen van Londen.
  - 1908 - In Londen demonstreren duizenden vrouwen voor vrouwenkiesrecht.
  - 1976 - De communistische partij van Enrico Berlinguer wint de verkiezingen in Italië.
  - 1989 - De Sovjet-Unie en Iran sluiten een hele reeks economische en wetenschappelijke samenwerkingsakkoorden; grootscheepse wapenleveranties van Moskou aan Teheran zijn ook mogelijk.
  - 2014 - Mensenrechtenactivist Ales Beliatski, die in 2011 werd veroordeeld tot 4,5 jaar cel, wordt onverwacht vervroegd vrijgelaten door Wit-Rusland.
  - 2024 - Mark Rutte zit na bijna 14 jaar als minister-president voor het laatst de ministerraad voor en krijgt een langdurige staande ovatie.
- Religie
  - 1700 - Paus Innocentius XII benoemt drie nieuwe kardinalen.
  - 1846 - Kroning van Paus Pius IX in Rome.
  - 1926 - Paus Pius XI benoemt twee nieuwe kardinalen.
  - 1963 - Kardinaal Giovanni Battista Montini wordt gekozen tot Paus Paulus VI.
  - 1966 - Oprichting van drie Rooms-katholieke kerkprovincies in Oceanië: Suva in Fiji, Cookeilanden, Kiribati en Samoa, Papeete in Frans-Polynesië, en Nouméa in Nieuw-Caledonië, Vanuatu en Wallis en Futuna.
- Sport
  - 1960 - De West-Duitse atleet Armin Hary brengt het wereldrecord op de 100 m op 10,0 s.
  - 1964 - Spanje wint het EK voetbal door in de finale titelverdediger Sovjet-Unie met 2-1 te verslaan.
  - 1970 - Brazilië wint de wereldtitel door Italië in de finale van het WK voetbal met 4-1 te verslaan.
  - 1976 - Zwemmer Brian Goodell verbetert in Long Beach het wereldrecord op de 1500 meter vrije slag tot 15.06,66. Het oude record (15.10,89) stond sinds 27 februari 1976 op naam van Stephen Holland.
  - 1978 - Het Nederlands voetbalelftal zet Italië met 2-1 opzij in de halve finaleronde van het WK voetbal 1978 in Argentinië.
  - 1982 - Tijdens het WK-duel tussen Frankrijk en Koeweit betreedt sjeik Fahid Al-Ahmad Al-Sabah het veld uit protest tegen het toekennen van het vierde Franse doelpunt. Scheidsrechter Miroslav Stupar geeft gehoor aan het verzoek en keurt het doelpunt af. Frankrijk wint het duel uiteindelijk met 4-1.
  - 1983 - Zwemmer Michael Groß uit West-Duitsland brengt in Hannover het wereldrecord op de 200 meter vrije slag op 1.48,28.
  - 1983 - Sovjet-atleet Sergej Litvinov verbetert zijn eigen wereldrecord kogelslingeren (83,98 meter) tot een afstand van 84,14 meter.
  - 1988 - Het Nederlands elftal verslaat West-Duitsland in de halve finale van het EK voetbal in Hamburg met 2-1.
  - 2003 - De hockeysters van hockeyclub 's-Hertogenbosch winnen de zesde landstitel op rij in de Nederlandse hoofdklasse door Laren met 3-2 te verslaan in het tweede duel uit de finale van de play-offs.
  - 2006 - Servië en Montenegro verliest bij het WK voetbal de laatste wedstrijd als duostaat met 3-2 van Ivoorkust.
  - 2008 - Het Nederlands elftal verliest met 3-1 van Rusland in de kwartfinale van het EK voetbal in het Zwitserse Bazel.
  - 2013 - Het Grand Stade Lille Métropole, de thuishaven van Lille OSC, wordt vernoemd naar de socialistische politicus Pierre Mauroy en heet voortaan Stade Pierre-Mauroy.
  - 2016 - Met zijn goal tegen de Verenigde Staten in de halve finale van de Copa América wordt Lionel Messi de topscorer aller tijden van het Argentijns voetbalelftal. Messi maakt in de halve finale zijn 55ste doelpunt en heeft daarmee één doelpunt meer gemaakt dan de vorige topscorer Gabriel Batistuta.
  - 2023 - Start van de 3e editie van de Europese Spelen in Krakau (Polen).[3]
  - 2023 - In Elspeet wordt Riejanne Markus Nederlands Kampioen tijdrijden bij het Nederlands Kampioenschap wielrennen op de weg. Demi Vollering wordt tweede en Annemiek van Vleuten wordt derde.[4]
  - 2023 - Jos van Emden wordt in Elspeet voor de derde keer in zijn loopbaan Nederlands Kampioen tijdrijden bij het Nederlands Kampioenschap wielrennen op de weg. Daan Hoole en Sjoerd Bax worden tweede en derde.[5]
- Wetenschap en technologie
  - 1948 - Introductie van de lp in New York.
  - 1952 - In het Mathematisch Centrum Amsterdam wordt de ARRA I, de eerste in Nederland gebouwde computer, in gebruik genomen.
  - 2004 - Rond 15:30 GMT vertrekt de eerste particuliere ruimtevlucht ooit. Het ruimtevaartuig, de SpaceShipOne wordt door Mike Melvill bestuurd, en stijgt op tot 100 km hoogte waarna het terugkeert op aarde.[6] Tot dan toe was ruimtereizen voorbehouden aan diverse overheden.
  - 2005 - Lancering van de Cosmos 1, het eerste ruimteschip aangedreven door een zonnezeil.[7]
  - 2022 - Lancering van de Nuri raket van de Zuid-Koreaanse ruimtevaartorganisatie KARI (Korea Aerospace Research Institute) vanaf Naro Space Center met aan boord het PVSAT ruimtevaartuig met 4 cubesats, en een dummy satelliet. Het is de eerste geheel in Zuid-Korea gebouwde raket die de ruimte bereikt.[8]

## Geboren

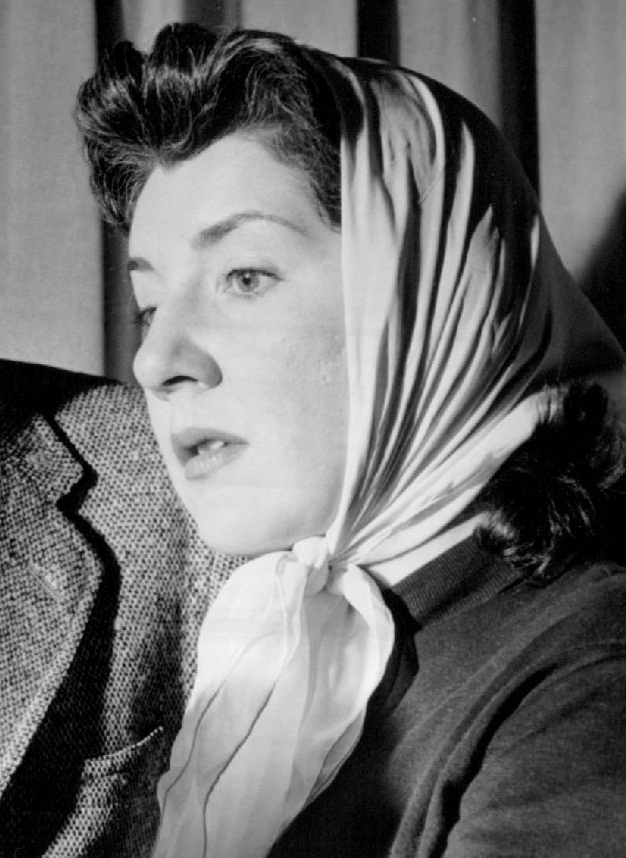
Maureen Stapleton,
geboren in 1925

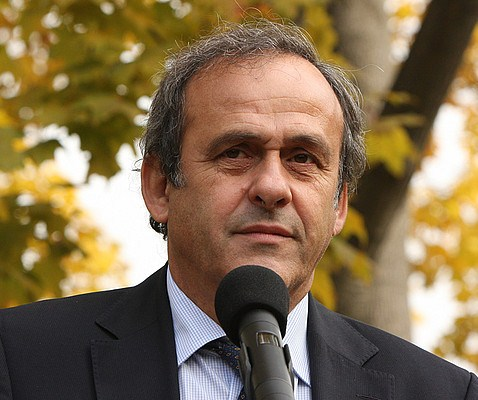
Michel Platini,
geboren in 1955

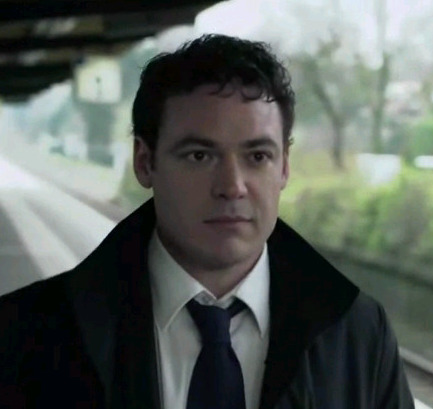
Fedja van Huêt,
geboren in 1973

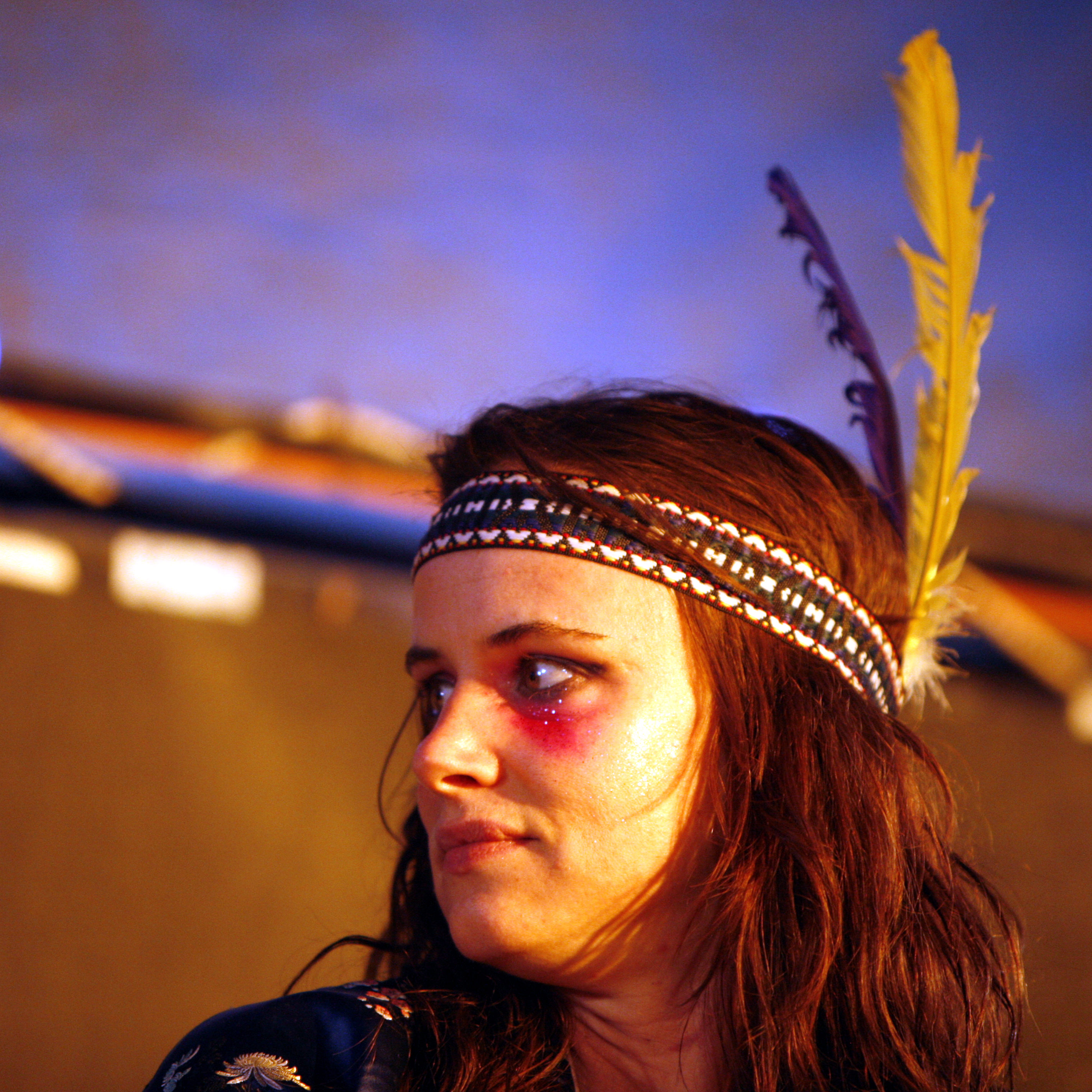
Juliette Lewis,
geboren in 1973

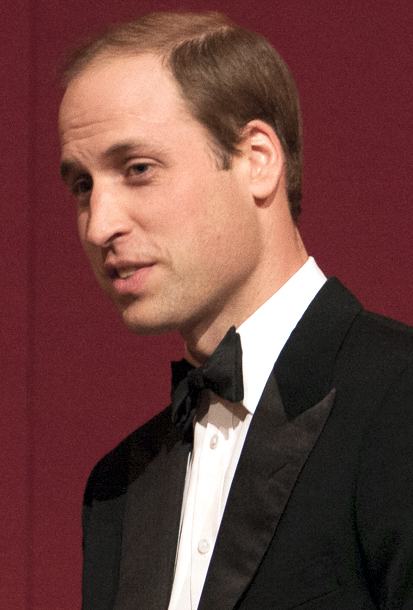
William, prins van Wales,
geboren in 1982

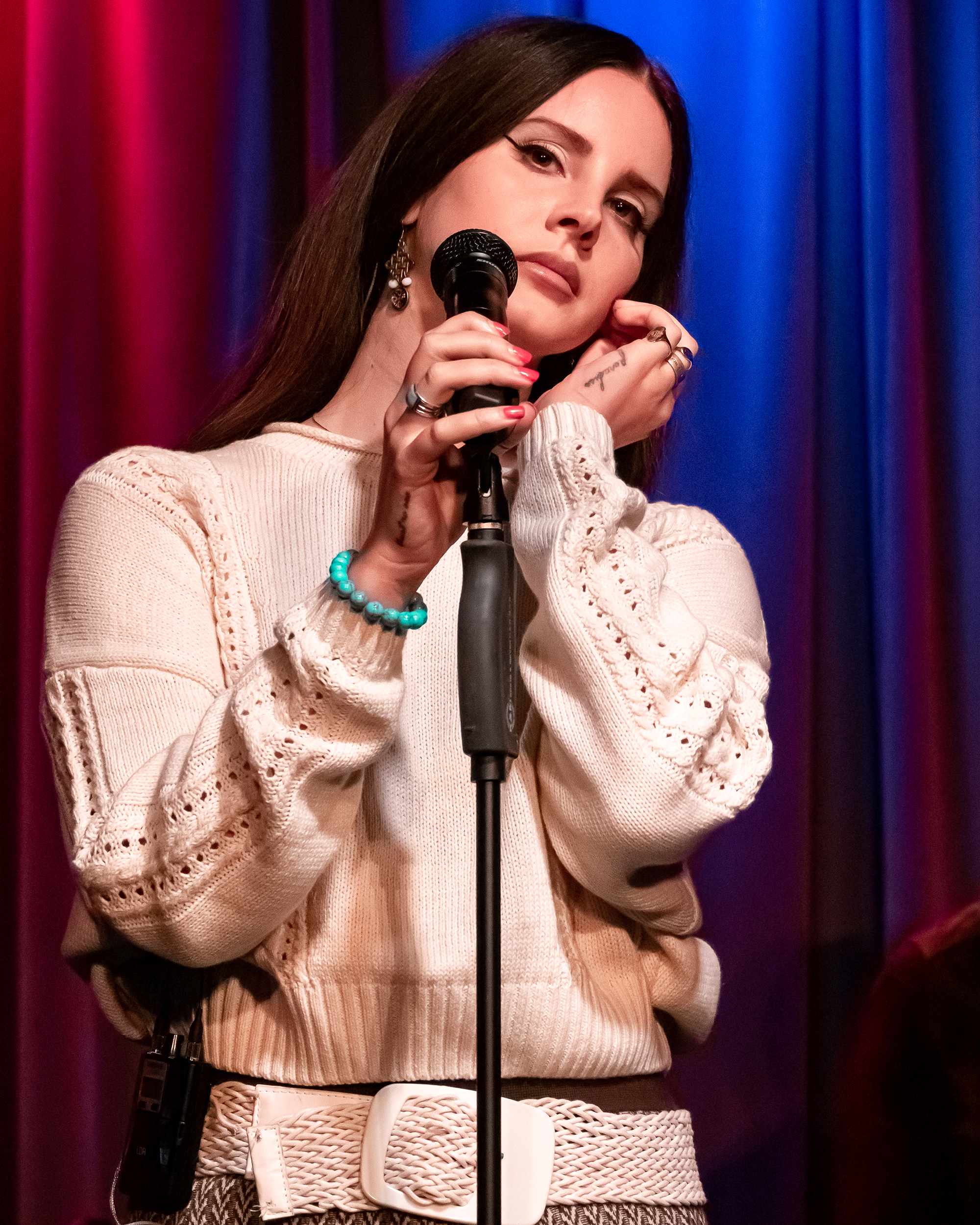
Lana Del Rey,
geboren in 1985

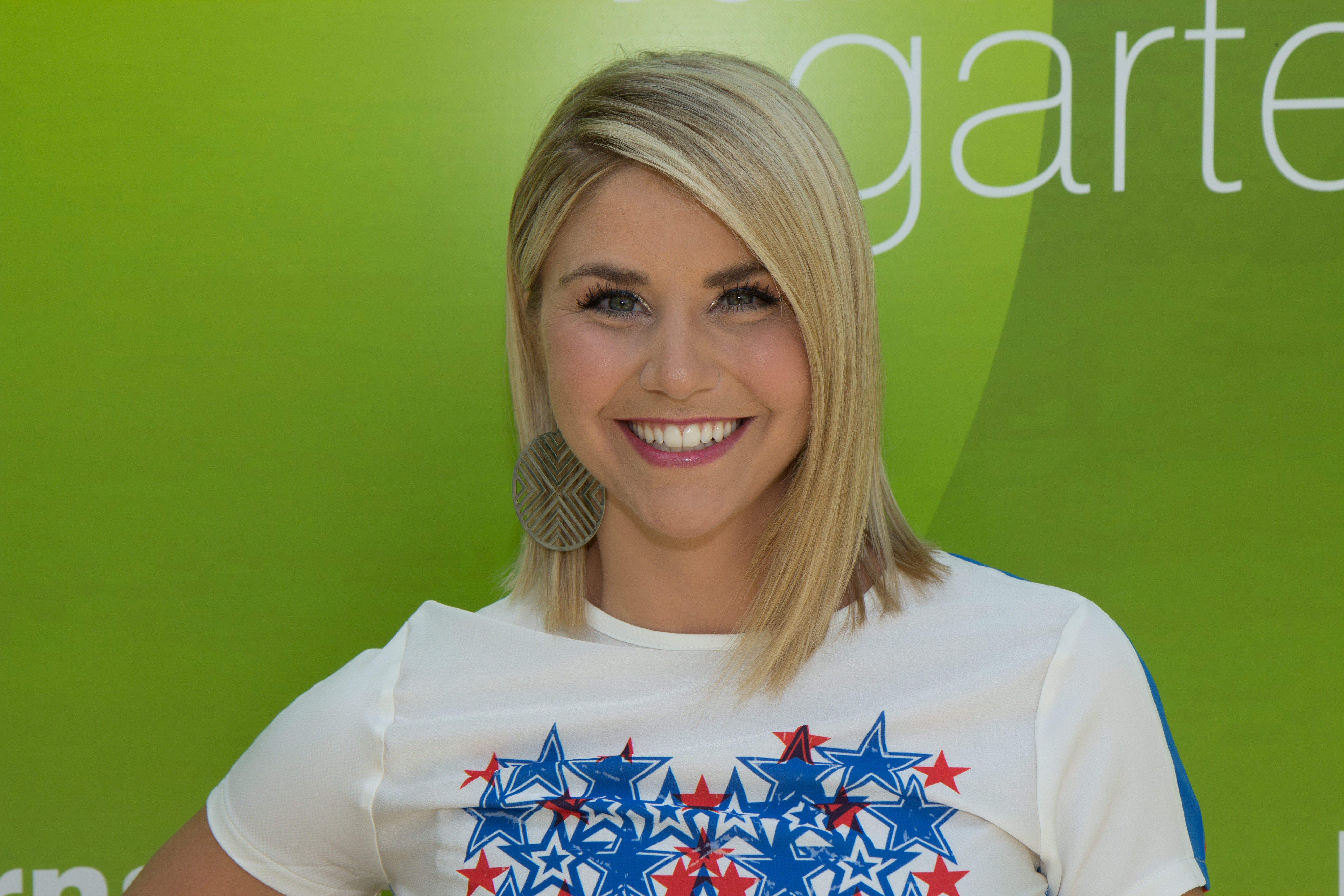
Beatrice Egli,
geboren in 1988

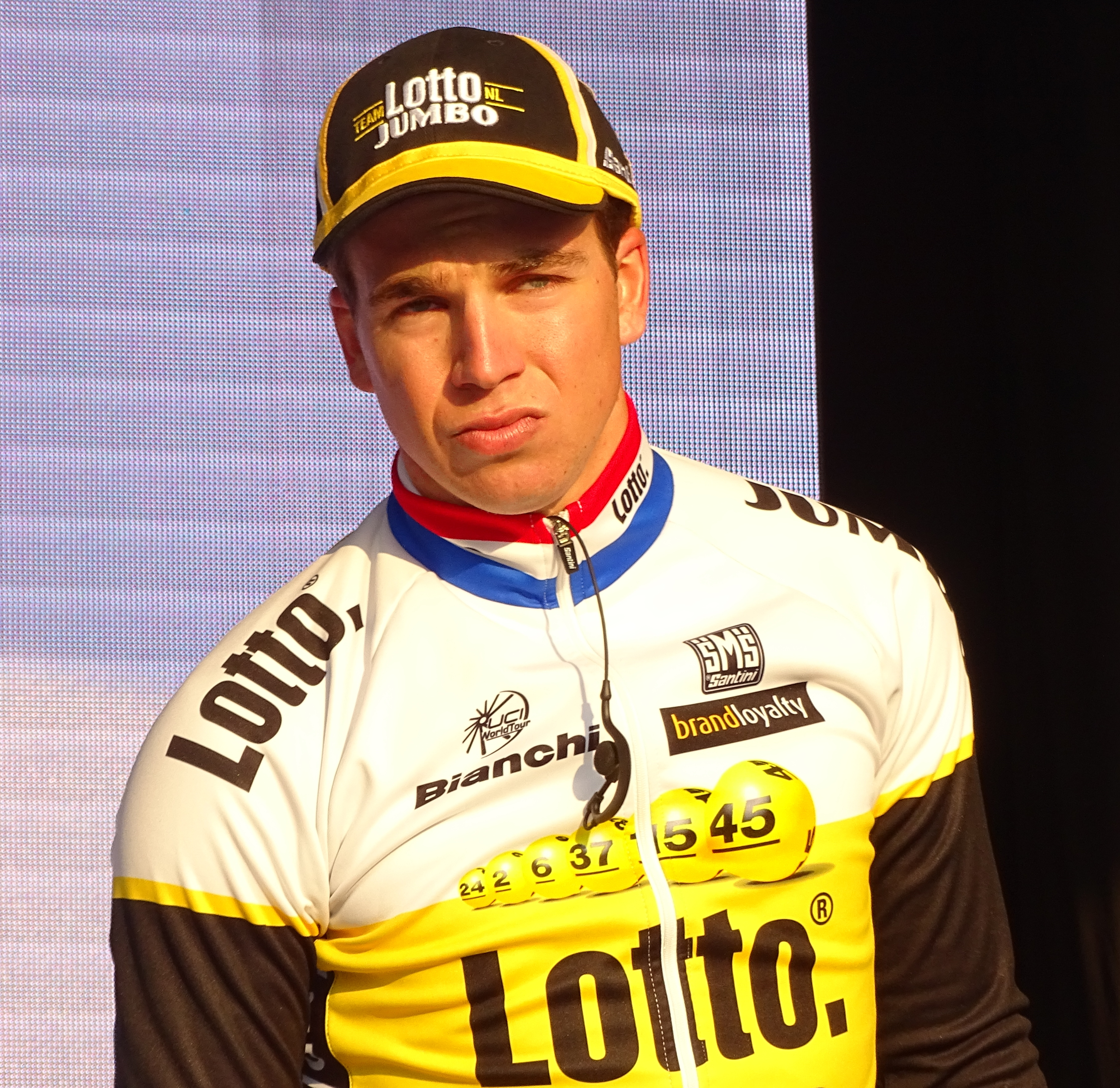
Dylan Groenewegen,
geboren in 1993

- 1002 - Bruno van Egisheim en Dagsburg, paus Leo IX (overleden 1054)
- 1528 - Maria van Spanje, Keizerin-gemalin van het HRR (overleden 1603)
- 1732 - Johann Christoph Friedrich Bach, Duits componist (overleden 1795)
- 1781 - Siméon Poisson, Frans wiskundige (overleden 1840)
- 1795 - Mark John Currie, Brits militair en Australisch pionier (overleden 1874)
- 1810 - Gijsbertus Schot, Nederlands politicus (overleden 1889)
- 1838 - Edouard Castres, Zwitsers kunstenaar (overleden 1902)
- 1845 - Rose Wood, Amerikaans actrice en danseres (overleden 1932)
- 1863 - Max Wolf, Duits astronoom (overleden 1932)
- 1864 - Heinrich Wölfflin, Zwitsers kunsthistoricus (overleden 1945)
- 1876 - Willem Keesom, Nederlands natuurkundige (overleden 1956)
- 1882 - Lluís Companys, Catalaans politicus (overleden 1940)
- 1882 - Arie de Jong, Nederlands schermer (overleden 1966)
- 1886 - Lode Monteyne, Belgisch schrijver en toneelcriticus (overleden 1959)
- 1887 - Herman Bieling, Nederlands kunstschilder en beeldhouwer (overleden 1964)
- 1887 - Norman Levi Bowen, Canadees geoloog (overleden 1956)
- 1888 - Juan Domingo Brown, Argentijns voetballer (overleden 1931)
- 1889 - Ralph Craig, Amerikaans atleet (overleden 1972)
- 1896 - Nico Rost, Nederlands schrijver en verzetsman (overleden 1967)
- 1898 - Antonius Kuys, Nederlands wielrenner (overleden 1982)
- 1899 - Rodolphe Hénault, Belgisch atleet (overleden 1983)
- 1902 - Carlos Schneeberger, Chileens voetballer (overleden 1973)
- 1905 - Jacques Goddet, Frans journalist en directeur van de Ronde van Frankrijk (overleden 2000)
- 1905 - Esther Hartog, Nederlands fotografe (overleden 1998)
- 1905 - Jean-Paul Sartre, Frans filosoof en schrijver (overleden 1980)
- 1906 - Gusztáv Sebes, Hongaars voetballer en voetbaltrainer (overleden 1986)
- 1907 - Piet Heins, Nederlands componist en collaborateur (overleden 1973)
- 1908 - William K. Frankena, Amerikaans moraalfilosoof (overleden 1994)
- 1913 - Luis Taruc, Filipijns communist en leider van de Hukbalahap (overleden 2005)
- 1915 - Cesar Basa, Filipijns gevechtspiloot (overleden 1941)
- 1916 - Joseph Cyril Bamford, Brits werktuigbouwkundige (overleden 2001)
- 1918 - Dieuwke Kollewijn, Nederlands kunstenares (overleden 2015)
- 1920 - Wim Hornman, Nederlands auteur (overleden 1996)
- 1921 - Jac van Rhijn, Nederlands beeldhouwer (overleden 2009)
- 1921 - Jane Russell, Amerikaans actrice (overleden 2011)
- 1922 - Johannes ter Schure, Nederlands bisschop van 's-Hertogenbosch (overleden 2003)
- 1923 - Karla Wenckebach, Nederlands glazenierster en schilderes
- 1924 - Wally Fawkes, Brits-Canadees jazzmuzikant (overleden 2023)
- 1924 - Ernst Zacharias, Duits musicus en ingenieur (overleden 2020)
- 1925 - Maureen Stapleton, Amerikaans actrice (overleden 2006)
- 1926 - Lou Ottens, Nederlands industrieel ontwerper (overleden 2021)
- 1928 - Wolfgang Haken, Duits-Amerikaans wiskundige (overleden 2022)
- 1929 - Ed Leeflang, Nederlands dichter (overleden 2008)
- 1929 - Dick Scheffer, Nederlands acteur (overleden 1986)
- 1930 - John Boxtel, Nederlands-Canadees beeldhouwer (overleden 2022)
- 1930 - Tata Guines, Cubaans percussionist (overleden 2008)
- 1931 - Barbara Levick, Brits historica (overleden 2023)
- 1932 - Jamil Nasser, Amerikaans jazz-bassist (overleden 2010)
- 1932 - Lalo Schifrin, Argentijns componist (overleden 2025)
- 1932 - Leonid Spirin, Sovjet-Russisch atleet (overleden 1982)
- 1933 - John Cannon, Canadees autocoureur (overleden 1999)
- 1933 - Bernie Kopell, Amerikaans acteur en scenarioschrijver
- 1935 - Monte Markham, Amerikaans acteur
- 1935 - Françoise Sagan, Frans schrijfster (overleden 2004)
- 1935 - Jacques Schols, Nederlands jazzbassist (overleden 2016)
- 1935 - Ágnes Simon, Hongaars tafeltennisspeelster (overleden 2020)
- 1936 - Tom Voûte, Nederlands kinderoncoloog (overleden 2008)
- 1937 - Donald Dean, Amerikaans jazz-drummer
- 1937 - Herbert Krug, Duits ruiter (overleden 2010)
- 1938 - Henk Tijm, Nederlands voetballer (overleden 2024)
- 1939 - Salomé (Maria Rosa Marco Poquet), Spaans zangeres
- 1940 - Notker Wolf, Duits benedictijn en hardrockgitarist (overleden 2024)
- 1941 - Carol van Herwijnen, Nederlands acteur (overleden 2008)
- 1941 - Luis Singson, Filipijns politicus
- 1941 - Hein Verbruggen, Nederlands sportbestuurder (overleden 2017)
- 1943 - Brian Sternberg, Amerikaans atleet (overleden 2013)
- 1944 - Ray Davies, Brits zanger en gitarist, samen met broer Dave de voorlieden van The Kinks
- 1944 - Frans Luitjes, Nederlands atleet (overleden 1965)
- 1944 - Tony Scott, Brits filmregisseur en producer (overleden 2012)
- 1945 - Jan Mak, Nederlands voetbaltrainer
- 1945 - José Raúl Vera López, Mexicaans bisschop en mensenrechtenverdediger
- 1946 - Rob Dyson, Amerikaans autocoureur
- 1946 - David Weiss, Zwitsers kunstenaar (overleden 2012)
- 1947 - Lex van Delden, Nederlands acteur en zanger (overleden 2010)
- 1947 - Michael Gross, Amerikaans acteur
- 1947 - Joey Molland, Brits gitarist en singer-songwriter (overleden 2025)
- 1948 - Ian McEwan, Brits schrijver
- 1948 - Susan Meiselas, Amerikaans fotografe
- 1948 - Lionel Rose, Australisch bokser en Aboriginal (overleden 2011)
- 1949 - Robert Hoozee, Belgisch museumdirecteur (overleden 2012)
- 1949 - Luís Pereira, Braziliaans voetballer
- 1951 - Miguel Ángel Gamboa, Chileens voetballer
- 1951 - Nils Lofgren, Amerikaans zanger, lid van de E Street Band
- 1951 - John Terra, Belgisch zanger
- 1952 - Alicia de Bielefeld, buitenechtelijke dochter van Prins Bernhard
- 1953 - Benazir Bhutto, Pakistaans politica (overleden 2007)
- 1953 - Augustus Pablo, Jamaicaans artiest (overleden 1999)
- 1954 - Chitra Gajadin, Surinaams schrijfster
- 1954 - Anne Kirkbride, Brits actrice (overleden 2015)
- 1955 - Juan Carlos Orellana, Chileens voetballer (overleden 2022)
- 1955 - Michel Platini, Frans voetballer
- 1956 - Michail Boertsev, Sovjet-Russisch schermer (overleden 2015)
- 1956 - Ina Steenbruggen, Nederlands schaatsster
- 1956 - Willy Vanhuylenbroeck, Belgisch atleet
- 1957 - Ineke van Gent, Nederlands politica; burgemeester van Schiermonnikoog
- 1957 - Wivineke van Groningen, Nederlands actrice
- 1957 - Luis Antonio Tagle, Filipijns aartsbisschop van Manilla
- 1957 - Freddy Veldkamp, Nederlands dirigent
- 1958 - Rachel McLish, Mexicaans-Amerikaans bodybuildster
- 1959 - Richard Baawobr, Ghanees kardinaal (overleden 2022)
- 1959 - Kathy Mattea, Amerikaans countryzangeres
- 1960 - Barry Lane, Engels golfer (overleden 2022)
- 1961 - Manu Chao, Frans folk-zanger van Spaanse origine
- 1961 - Joko Widodo, Indonesisch president
- 1962 - Lucretia Redan, Surinaams diplomaat en bestuurder
- 1962 - Marc Punt, Belgisch regisseur en producent
- 1962 - Saskia Slegers (DJ Djax), Nederlands dj en muziekmanager
- 1963 - Gosho Aoyama, Japans mangaka
- 1964 - Philippe Aerts, Belgisch contrabasspeler
- 1964 - Oleg Kononenko, Russisch kosmonaut
- 1964 - Dean Saunders, Welsh voetballer en voetbalcoach
- 1965 - François Baroin, Frans politicus
- 1965 - Yang Liwei (ruimtevaarder), Chinees ruimtevaarder
- 1966 - Lucas Alcaraz, Spaans voetbaltrainer
- 1966 - Luca Gelfi, Italiaans wielrenner (overleden 2009)
- 1966 - Beate Schramm, Duits roeister
- 1966 - Pierre Thorsson, Zweeds handballer
- 1967 - Reinette Klever, Nederlands politica
- 1967 - Yingluck Shinawatra, Thais politicus
- 1968 - Tim Simenon, Brits danceproducer
- 1968 - Sonique, Brits dj en zangeres
- 1969 - Jonathan Aube, Amerikaans acteur en regisseur
- 1970 - Mickie Krause, Duits schlagerzanger
- 1971 - Faryd Mondragón, Colombiaans voetballer
- 1972 - Pedro Alonso, Spaans acteur
- 1972 - Nobuharu Asahara, Japans atleet
- 1972 - William Kiplagat, Keniaans atleet
- 1972 - J. Robin Miller, Amerikaans actrice
- 1973 - Zuzana Čaputová, Slowaaks politica en advocate
- 1973 - Fedja van Huêt, Nederlands acteur
- 1973 - Juliette Lewis, Amerikaans actrice en zangeres
- 1974 - Jorge Giacinti, Argentijns wielrenner
- 1974 - Maggie Siff, Amerikaans actrice
- 1975 - Yassine Abdellaoui, Marokkaans voetballer
- 1975 - Rebecca Bijker, Nederlands televisiepresentatrice
- 1975 - Silvan Stoet, Nederlands radio-dj en stemacteur
- 1976 - Miroslav Karhan, Slowaaks voetballer
- 1976 - Mark Kiptoo, Keniaans atleet
- 1976 - Sander van der Weide, Nederlands hockeyer
- 1977 - René Obst, Duits wielrenner
- 1977 - Kjell Provost, Belgisch atleet
- 1977 - Patch Darragh, Amerikaans acteur
- 1977 - David Jacobs, Indonesisch para tafeltennisspeler (overleden 2023)
- 1978 - Thomas Blondeau, Belgisch schrijver, dichter en journalist (overleden 2013)
- 1978 - Abdelkrim Brahmi, (Rim'K) Frans-Algerijns rapper
- 1978 - David Mandago, Keniaans atleet
- 1980 - Branko Bošković, Montenegrijns voetballer
- 1980 - Pablo Sebastián Portela, Argentijns handballer
- 1980 - Gerard de Rooy, Nederlands ondernemer en rallycoureur
- 1980 - Judith Vis, Nederlands atlete
- 1981 - Brandon Flowers, Amerikaanse zanger
- 1981 - Christian Montanari, San Marinees autocoureur
- 1981 - Brad Walker, Amerikaans atleet
- 1982 - Danny Buijs, Nederlands voetballer
- 1982 - William, prins van Wales, Prins William, zoon van Koning Charles en prinses Diana
- 1982 - Elsbeth van Oostrom, Nederlands paralympisch sportster
- 1983 - Edward Snowden, Amerikaans voormalig medewerker van de CIA, klokkenluider
- 1984 - Eric Hoffmann, Luxemburgs voetballer
- 1985 - Sentayehu Ejigu, Ethiopisch atlete
- 1985 - Lana Del Rey, Amerikaans singer-songwriter
- 1986 - Bae Sang-moon, Zuid-Koreaans golfer
- 1986 - Nadine Horchler, Duits biatlete
- 1986 - Cheick Tioté, Ivoriaans voetballer (overleden 2017)
- 1987 - Sebastian Prödl, Oostenrijks voetballer
- 1987 - Toprak Yalçiner, Turks-Nederlands actrice
- 1988 - Beatrice Egli, Zwitsers zangeres
- 1988 - Mika Ojala, Fins voetballer
- 1989 - Abubaker Kaki Khamis, Soedanees atleet
- 1990 - Estefanía Banini, Argentijns voetbalster
- 1990 - JaMychal Green, Amerikaans basketballer
- 1990 - Miriam Gössner, Duits biatlete en langlaufster
- 1990 - Knowledge Musona, Zimbabwaans voetballer
- 1990 - Håvard Nordtveit, Noors voetballer
- 1990 - Sandra Perković, Kroatisch atlete
- 1991 - Gaël Kakuta, Frans voetballer
- 1992 - Irene Schouten, Nederlands schaatsster
- 1992 - Taleb Twatiha, Israëlisch voetballer
- 1993 - Martina Carraro, Italiaans zwemster
- 1993 - Dylan Groenewegen, Nederlands wielrenner
- 1994 - Thom Bonder, Nederlands mountainbiker (overleden 2025)
- 1995 - Ben Broeders, Belgisch atleet
- 1995 - Oscar Wester, Zweeds freestyleskiester
- 1996 - Jordi Oriola, Spaans autocoureur
- 1997 - Ferdinand Zvonimir von Habsburg, Oostenrijks-Hongaars autocoureur
- 1997 - Tessa June, Nederlands zangeres
- 1997 - Pjotr Wolfs, Belgisch zanger en acteur
- 1998 - Isabel Atkin, Brits freestyleskiër
- 1999 - Niamh Charles, Engels voetbalster
- 2000 - Natalie Alyn Lind, Amerikaans actrice
- 2000 - Đorđe Đurić, Servisch wielrenner
- 2001 - Eleanor Worthington Cox, Brits actrice
- 2006 - Sindre Walle Egeli, Noors voetballer

## Overleden

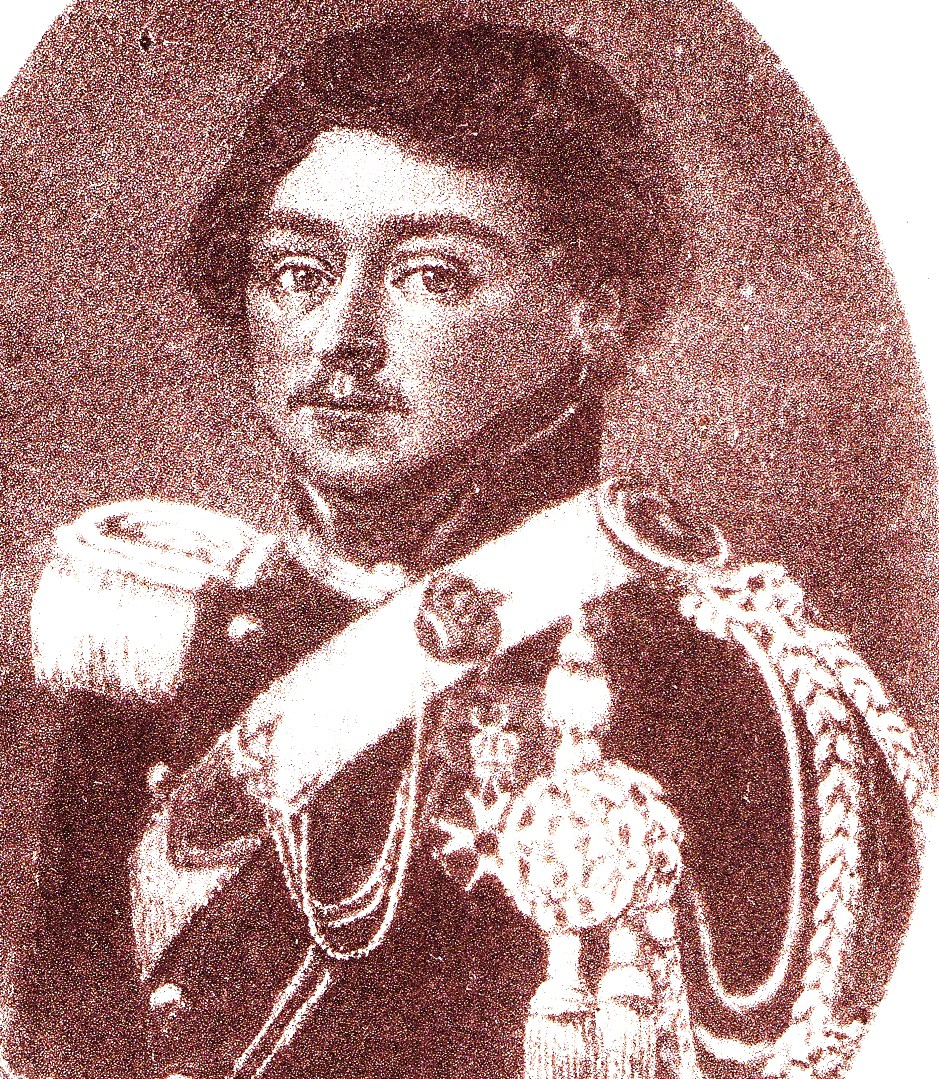
Jacobus Benjamin Seiler,
overleden in 1855

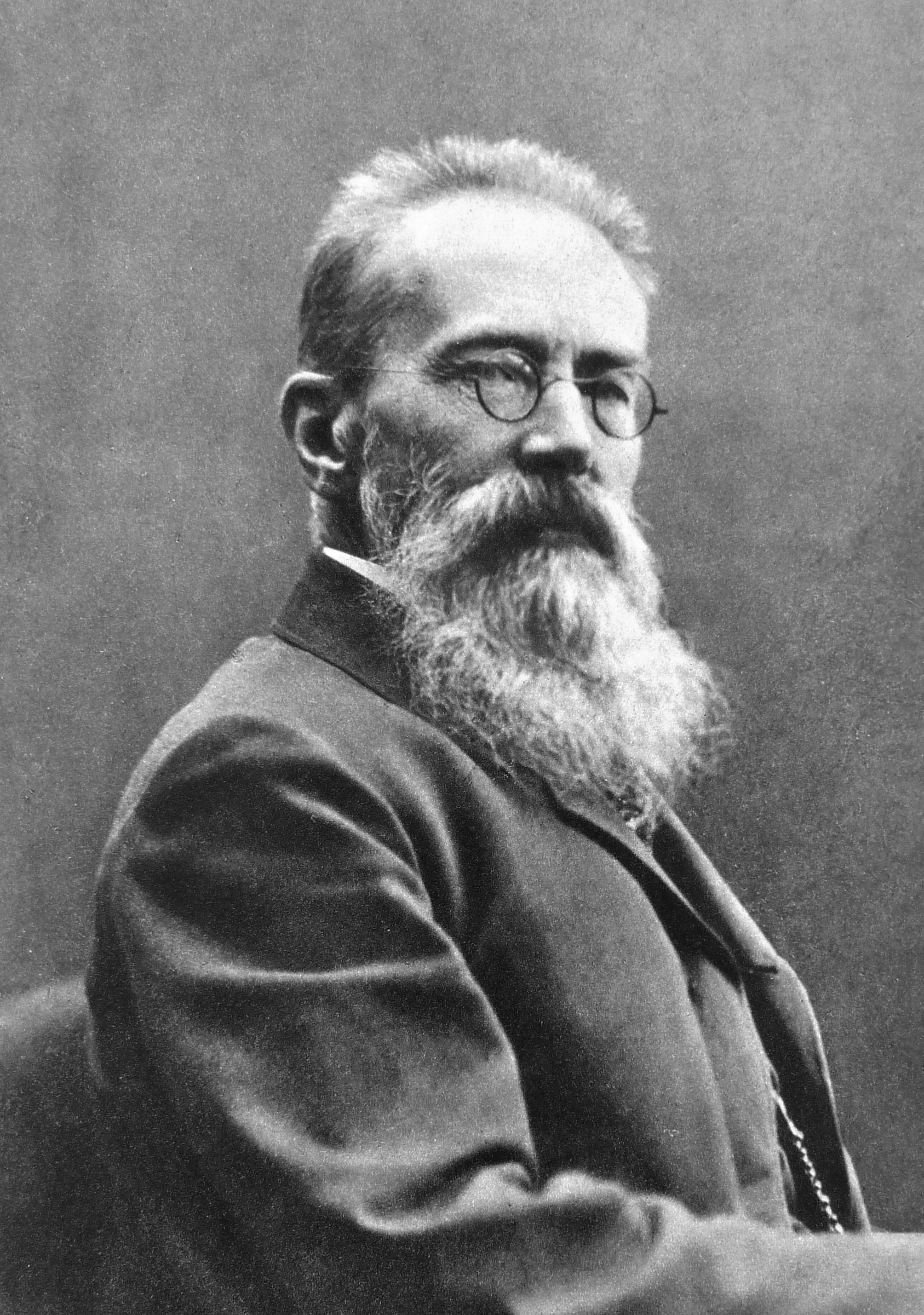
Nikolaj Rimski-Korsakov,
overleden in 1908

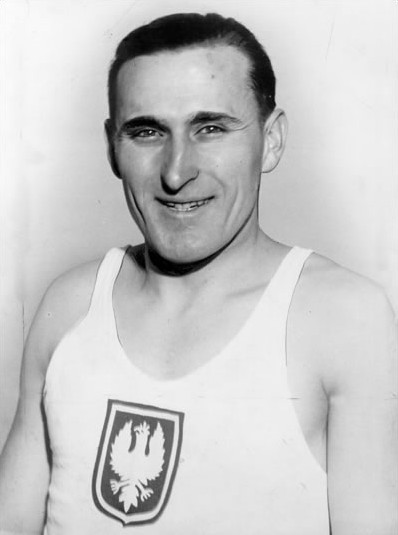
Janusz Kusociński,
overleden in 1940

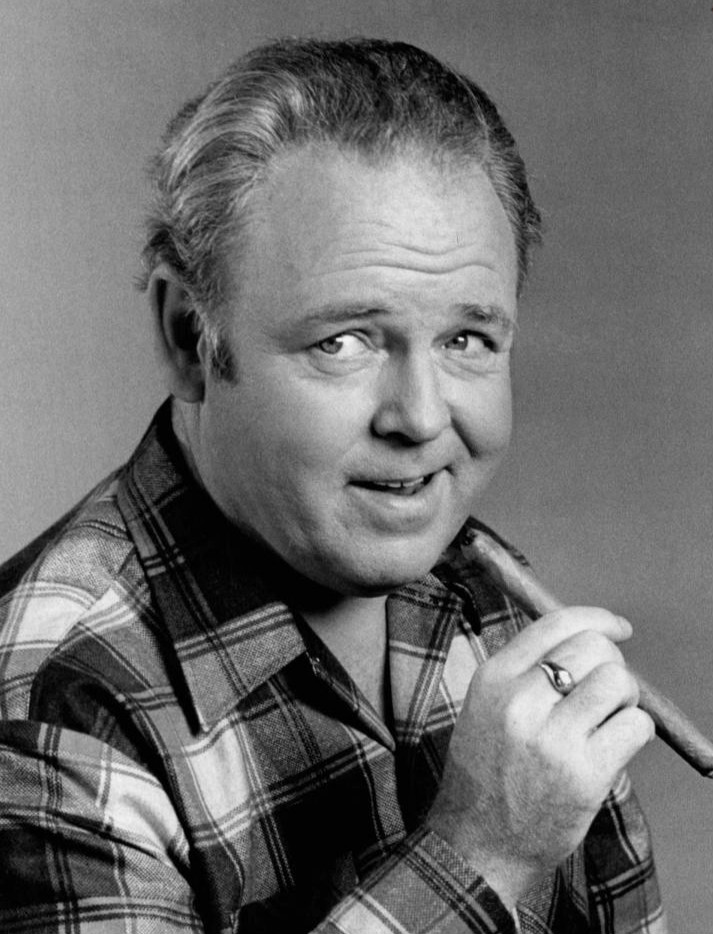
Carroll O'Connor,
overleden in 2001

- 756 - Shomu (55), keizer van Japan
- 1305 - Wenceslaus II van Bohemen (33), koning van Bohemen en Polen
- 1377 - Eduard III (64), koning van Engeland
- 1527 - Niccolò Machiavelli (58), Italiaans politicus en filosoof
- 1529 - John Skelton (~69), Engels dichter
- 1547 - Sebastiano del Piombo (62), Italiaans schilder
- 1582 - Oda Nobunaga (51), Japans daimyo
- 1591 - Aloysius Gonzaga (23), Italiaans heilige en jezuïet
- 1652 - Inigo Jones (78), Engels architect
- 1775 - Karel van Nassau-Usingen (63), vorst van Nassau-Usingen
- 1799 - Albert Meulemans (48), Zuid-Nederlands verzetsstrijder
- 1855 - Jacobus Benjamin Seiler (57), Nederlands militair
- 1874 - Anders Jonas Ångström (59), Zweeds natuurkundige
- 1908 - Nikolaj Rimski-Korsakov (64), Russisch componist
- 1914 - Bertha von Suttner (71), Oostenrijks pacifiste
- 1925 - J.H. Leopold (60), Nederlands dichter en classicus
- 1931 - Pio del Pilar (70), Filipijns revolutionair en generaal
- 1940 - Janusz Kusociński (33), Pools atleet
- 1940 - Hendrik Marsman (40), Nederlands dichter
- 1940 - Édouard Vuillard (71), Frans kunstschilder
- 1954 - Gideon Sundback (74), Zweeds-Amerikaans zakenman en uitvinder
- 1955 - Georgi Tavadze, Sovjet-Georgisch voetballer
- 1957 - Johannes Stark (83), Duits natuurkundige
- 1958 - Herbert Brenon (78), Iers filmregisseur
- 1959 - Fridtjof Backer-Grøndahl (73), Noors componist/pianist
- 1961 - Walter Marciano (29), Braziliaans voetballer
- 1967 - Antonio Bertola (53), Italiaans wielrenner
- 1968 - William Earl Johns (75), Brits piloot en auteur
- 1970 - Piers Courage (28), Brits autocoureur
- 1970 - Soekarno (69), eerste president van Indonesië
- 1980 - Ifigênio de Freitas Bahiense (Geninho) (61), Braziliaans voetballer
- 1980 - Bert Kaempfert (56), Duits componist, arrangeur en orkestleider
- 1981 - Johan Fabricius (81), Nederlands schrijver
- 1981 - Alberto Suppici (82), Uruguayaans voetballer en trainer
- 1989 - Simon van Collem (70), Nederlands journalist en omroepmedewerker
- 1996 - Gerhard Wendland (74), Duits schlagerzanger
- 1998 - Anastasio Ballestrero (84), Italiaans kardinaal-aartsbisschop van Turijn
- 1998 - Elio Morille (70), Italiaans roeier
- 2000 - Alan Hovhaness (89), Amerikaans componist
- 2001 - John Lee Hooker (83), Amerikaans bluesgitarist
- 2001 - Carroll O'Connor (76), Amerikaans acteur (o.a. Archie Bunker in All in the Family)
- 2003 - Piet Dankert (69), Europees politicus (PvdA)
- 2003 - Leon Uris (78), Amerikaans schrijver
- 2005 - Hendrik Jan van der Molen (94), hoofdcommissaris van Amsterdam
- 2005 - Jaime Sin (76), Filipijns kardinaal en aartsbisschop van Manilla
- 2008 - Kermit Love (91), Amerikaans kostuumontwerper, poppenspeler en -ontwerper (schepper van Pino)
- 2008 - Mosje Temming (68), Nederlands voetballer
- 2010 - Larry Jon Wilson (69), Amerikaans countryzanger
- 2011 - Maria Gomes Valentim (114), bij leven oudste vrouw ter wereld
- 2011 - Paul Goeken (48), Nederlands auteur, schreef ook onder het pseudoniem Suzanne Vermeer
- 2011 - Mary Michon (71), Nederlands programmamaakster, schrijfster en actrice
- 2012 - Richard Adler (90), Amerikaans componist, tekstschrijver en producer van vele Broadwaymusicals
- 2012 - Ramaz Sjengelia (55), Sovjet-Georgisch voetballer
- 2012 - Kaat Tilley (52), Belgisch modeontwerpster
- 2013 - Bernard Hunt (83), Brits golfer
- 2013 - Alen Pamić (23), Kroatisch voetballer
- 2014 - Gerry Conlon (60), Brits slachtoffer van een justitiële dwaling
- 2015 - Veijo Meri (86), Fins schrijver
- 2015 - Remo Remotti (90), Italiaans schrijver, schilder, acteur, dichter, zanger en humorist
- 2015 - Alexander Schalck-Golodkowski (82), Oost-Duits politicus
- 2015 - Gunther Schuller (89), Amerikaans componist, dirigent en musicus
- 2016 - Henk Hofland (88), Nederlands journalist
- 2016 - Wayne Jackson (74), Amerikaans r&b- en soultrompettist, trombonist, songwriter en producent
- 2017 - Jan Rietkerk (81), Nederlands burgemeester
- 2018 - Hassan El Glaoui (94), Marokkaans kunstschilder
- 2019 - Susan Bernard (71), Amerikaans actrice, model, auteur
- 2019 - Dimitris Christofias (72), Grieks-Cypriotisch president
- 2019 - Elliot Roberts (72), Amerikaans muziekmanager en platenbaas
- 2020 - György Bálint (100), Hongaars tuinder, journalist, schrijver en politicus
- 2020 - Bernardino Piñera Carvallo (104), Chileens aartsbisschop
- 2021 - Nobuo Hara (94), Japans jazzsaxofonist en bigbandleider
- 2021 - Mamady Keïta (70), Guinees-Belgisch percussionist
- 2022 - Gerardo Clemente Vega García (82), Mexicaans generaal
- 2022 - Joan van der Waals (102), Nederlands natuurkundige
- 2022 - Henk van der Wende (82), Nederlands politicus en burgemeester
- 2023 - Guillermo Escalada (87), Uruguayaans voetballer
- 2023 - Mijo Lončarić (81), Kroatisch taaldeskundige en dialectoloog

## Viering/herdenking
- Groenland, nationale feestdag

Groenland

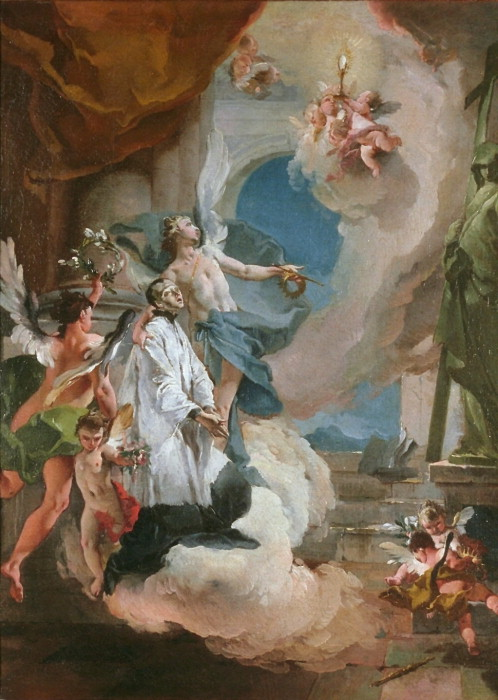
Aloysius Gonzaga

- Het Midzomerfeest (Litha) naar aanleiding van de Zonnewende
- Dag van de wereldvrede en het gebed
- Internationale Dag van het Humanisme
- Wereld Muziek Dag of Fête de la musique
- Wereld ALS dag / Global ALS Awareness Day
- Internationale Go Skateboarding Day
- Internationale Yoga dag
- Wereld-giraffe-dag
- Rooms-katholieke kalender:
  - Heilige Aloïs Gonzaga, patroon v/d jeugd († 1591) - Gedachtenis
  - Heilige Albaan († c. 400) - Gedachtenis (in bisdom Namen)
  - Heilige Engelond(us) († c. 739)
  - Heilige Martinus van Tongeren († 350) - Gedachtenis (in bisdom Luik)
  - Heilige Méen van Rennes († 617)
  - Heilige Terentius van Iconium († 1e eeuw)
  - Heilige Rudolphus van Bourges († 866)

## Weerextremen

### Nederland
| | Officiële records | Officiële records | Officiële records |      | Landelijke records | Landelijke records | Landelijke records                       |
| Gebeurtenis | Jaar              | Extreem           | Locatie           | Jaar | Extreem            | Locatie            |                                          |
| --- | ----------------- | ----------------- | ----------------- | ---- | ------------------ | ------------------ | ---------------------------------------- |
| Laagste etmaalgemiddelde temperatuur (°C) | 1964              | 10,0              | De Bilt           |      | 1921               | 9,3                | Eelde                                    |
| Hoogste etmaalgemiddelde temperatuur (°C) | 1936              | 24,4              | De Bilt           |      | 1998 2017          | 24,7 24,7          | Maastricht Westdorpe                     |
| Laagste minimumtemperatuur (°C) | 1915              | 3,9               | De Bilt           |      | 1915               | 2,5                | De Kooy                                  |
| Hoogste minimumtemperatuur (°C) | 1936              | 18,0              | De Bilt           |      | 2005               | 18,7               | Maastricht                               |
| Laagste maximumtemperatuur (°C) | 1981              | 14,0              | De Bilt           |      | 1921, 1955         | 11,6               | De Kooy                                  |
| Hoogste maximumtemperatuur (°C) | 1936              | 30,4              | De Bilt           |      | 2017               | 33,0               | Westdorpe                                |
| Hoogste uurgemiddelde windsnelheid (m/s) | 1907              | 10,8              | De Bilt           |      | 1994               | 18,5               | Huibertgat, Stavoren, IJmuiden           |
| Hoogste windstoot (m/s) | 1994              | 20,1              | De Bilt           |      | 2012               | 28,0               | Vlakte van De Raan                       |
| Langste zonneschijnduur (uur) | 1941              | 15,1              | De Bilt           |      | 1976               | 15,6               | Leeuwarden                               |
| Langste neerslagduur (uur) | 2021              | 9,5               | De Bilt           |      | 2013               | 14,1               | De Kooy                                  |
| Hoogste etmaalsom van de neerslag (mm) | 2012              | 16,9              | De Bilt           |      | 2021               | 46,9               | Twenthe                                  |
| Laagste etmaalgemiddelde relatieve vochtigheid (%) | 1959              | 49                | De Bilt           |      | 1910               | 42                 | Maastricht                               |
| Laagste uurwaarde luchtdruk op zeeniveau (hPa) | 1997              | 995,1             | De Bilt           |      | 1997               | 993,5              | Vlieland                                 |
| Hoogste uurwaarde luchtdruk op zeeniveau (hPa) | 1995              | 1028,9            | De Bilt           |      | 1995               | 1029,6             | De Kooy, Hoek van Holland, Valkenburg ZH |
| Officiële records worden altijd gemeten op het KNMI-weerstation in De Bilt. Landelijke records kunnen worden gemeten op elk officieel KNMI-weerstation in Nederland. |                   |                   |                   |      |                    |                    |                                          |

Uitzonderlijke gebeurtenissen
- 1936 - Officieel hoogste minimumtemperatuur in °C van het jaar gemeten in De Bilt: 18,0
- 1936 - Laatste officiële tropische dag van het jaar (maximumtemperatuur ≥ 30 °C in De Bilt)
- 1998 - Officieel hoogste minimumtemperatuur in °C van het jaar gemeten in De Bilt: 16,8

### België
Dagrecords
- 1964 - Laagste etmaalgemiddelde temperatuur 9,7 °C
- 1936 - Hoogste etmaalgemiddelde temperatuur 24,8 °C
- 1964 en 1948 - Laagste minimumtemperatuur 5,3 °C
- 1936 - Hoogste maximumtemperatuur 30,7 °C
- 1936 - Hoogste etmaalsom van de neerslag 17,8 mm

Uitzonderlijke gebeurtenissen
- 1936 - Maximumtemperatuur in Oostende: 33,6 °C.
- 1964 - Vorst in Virton: minimumtemperatuur: −0,6 °C en Rochefort: –0,3 °C.
- 2013 - Hoge neerslagcijfers, tot 98,6 mm in Quévy-le-Petit (Quévy), door onweersbuien. In Chièvres valt 51,0 mm in 12 uur tijd.

<< · 1 · 2 · 3 · 4 · 5 · 6 · 7 · 8 · 9 · 10 · 11 · 12 · 13 · 14 · 15 · 16 · 17 · 18 · 19 · 20 · 21 · 22 · 23 · 24 · 25 · 26 · 27 · 28 · 29 · 30 · >>